# Santa Domenica Talao
Santa Domenica Talao es un municipio situado en la provincia de Cosenza, en Calabria (Italia). Tiene una población estimada, a fines de julio de 2023, de 1124 habitantes.

## Demografía
| Gráfica de evolución demográfica de Santa Domenica Talao entre 1861 y 2023 |
|                                                                            |
| Fuente: ISTAT - Elaboración gráfica a cargo de Wikipedia                   |